# Oddział Ignacego Mystkowskiego

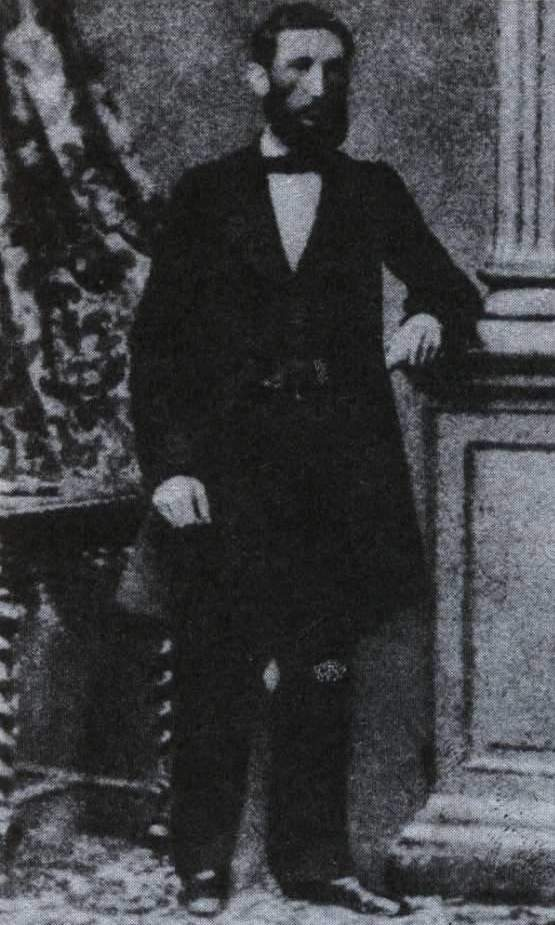
Ignacy Mystkowski ps. „Ojciec”

Oddział Ignacego Mystkowskiego (później jako oddział Karola Fryczego) – partia powstańcza okresu powstania styczniowego.
Największy w tym czasie oddział operujący w Puszczy Białej, liczył ponad 1200 powstańców. Jego dowódcą był Ignacy Mystkowski ps. „Ojciec”.

## Bitwa pod Stokiem
W nocy z 4 na 5 maja 1863 odbył swą największą bitwę, pod Stokiem. Oddział Ignacego Mystkowskiego urządził wówczas zasadzkę na wojska rosyjskie. Starcie to przeszło do historii jako jedna z największych zwycięskich bitew powstania styczniowego. W czasie walki rozbito kolumnę carską księcia Tichomirowa i Konstantego Rynarzewskiego, wzięto jeńców, zdobyto broń i sprzęt taborowy.
Oddziałami strzelców i kosynierów dowodzili Ignacy Mystkowski i Karol Frycze, Jan Podbielski i Władysław Ostaszewski, a kawalerią Bronisław Deskur. W skład sztabu wchodził Teofil Dąbrowski, brat Jarosława Dąbrowskiego. Za tę bitwę Rząd Narodowy mianował Mystkowskiego podpułkownikiem.
Po zwycięstwie pod Stokiem do pułku Mystkowskiego dołączył liczący 300 osób oddział Polikarpa Dąbrowskiego. Połączone siły utworzyło razem około 1200 powstańców.
7 maja w Uścianku zmarł Jan Podbielski, ciężko ranny w bitwie pod Stokiem.

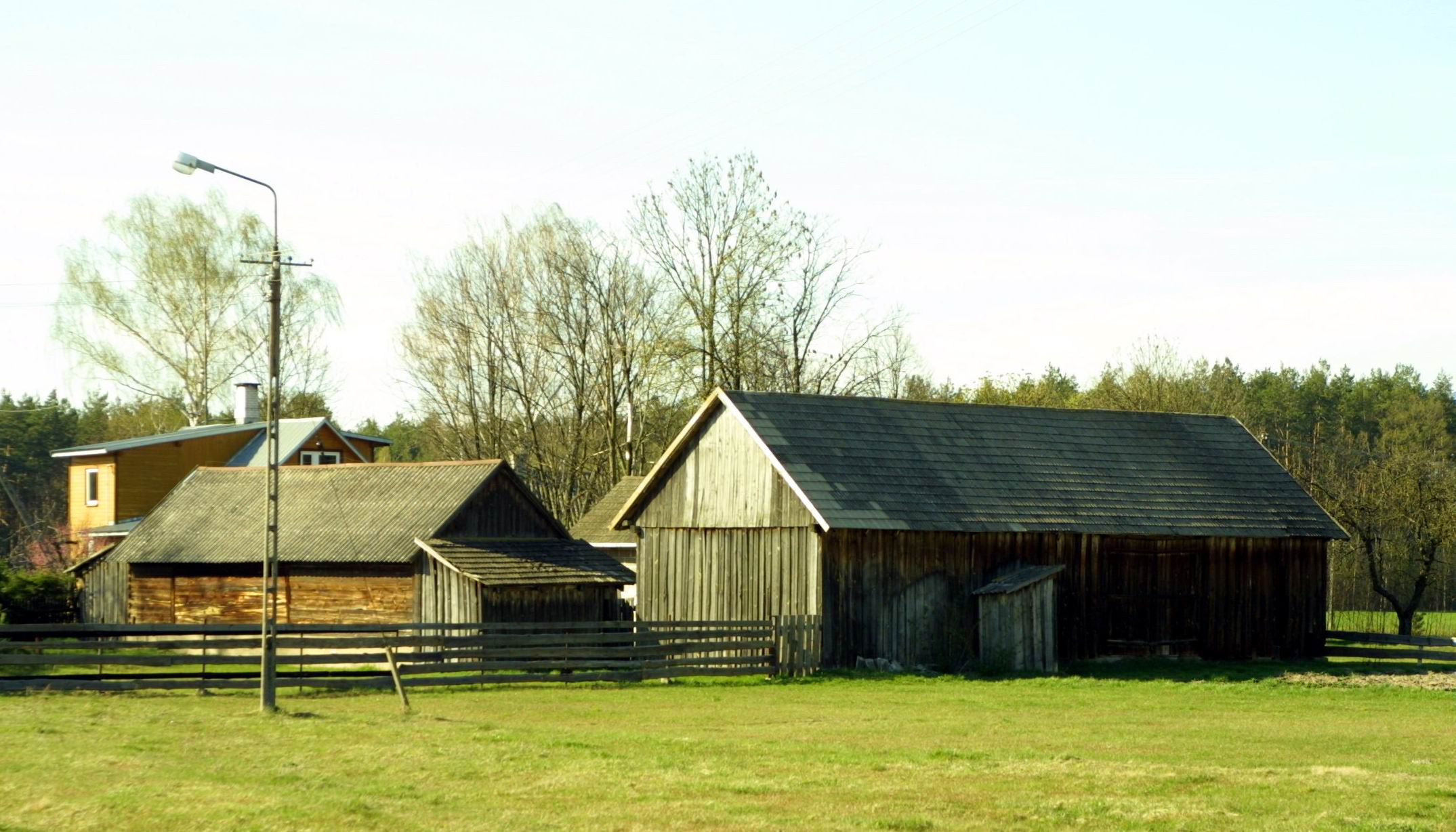
Laskowizna

Mystkowski ruszył ze swym oddziałem w stronę kolei żelaznej. Kilka patroli konnych ubezpieczało główne siły partii maszerujące w kierunku Zaręb Kościelnych. Patrol Fryczego w liczbie 35 powstańców rozbił 9 maja oddział rosyjski pod Laskowizną. Zaskoczenie Rosjan było tak ogromne, że niemal cała ich broń i amunicja dostały się w ręce powstańców.

## Sabotaż w Kietlance
13 maja 1863 w Kietlance oddział urządził zasadzkę na pociąg pancerny wiozący żołnierzy gen. Trolla do Małkini, a także dostawę broni dla Rosjan. Z powodu zdrady (o uszkodzeniu torów uprzedził Rosjan w Czyżewie miejscowy dróżnik), pociąg wcześniej rozpoczął hamowanie i wykolejeniu uległa jedynie jego przednia część. wojsko rosyjskie skuteczne przeprowadziło ostrzał zza wagonów, gdyż powstańcy obsadzili tylko jedną stronę torów.

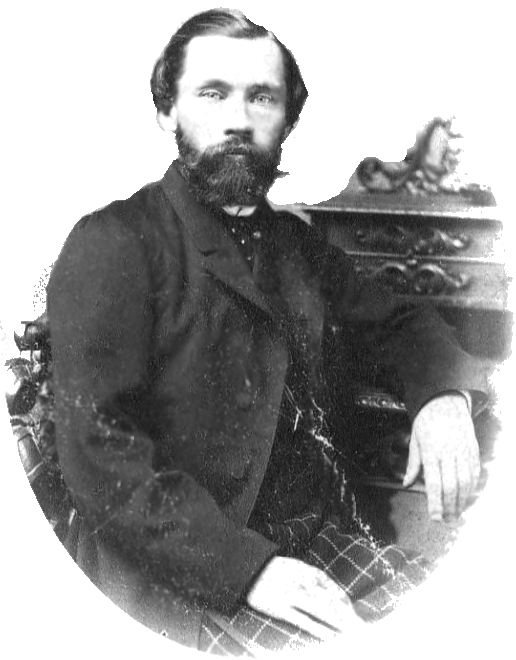
Karol Frycze

Rosjan wsparły ad hoc wezwane posiłki, przez co powstańcy Mystkowskiego musieli uznać wyższość nieprzyjaciela w tej bitwie. W walce zginęli wszyscy dowódcy batalionów łącznie z dowódcą ppłk Ignacym Mystkowskim oraz 40 powstańców, 25 było rannych. pozostali rozproszyli się po okolicznych lasach i wioskach lub znaleźli schronienie za Bugiem.

## Potyczka pod Łączką
Dowództwo nad zdziesiątkowanym oddziałem objął płk. Karol Frycze, wycofując się wraz z nim w lasy w pobliżu Długosiodła. Już 23 maja oddział został niespodziewanie zaatakowany pod Łączką przez przeważające siły wroga. Zmuszone do przebijania się oddziały powstańcze poniosły ciężkie straty. Płk Frycze, zniesiony z ciężkimi ranami z pobojowiska i przetransportowany do pobliskiej Poręby, tam zmarł i tam też został pochowany.